# Bad Blumau
Bad Blumau är en ort och kommun i distriktet Hartberg-Fürstenfeld i förbundslandet Steiermark i Österrike.
Kommunen består av sju orter (Ortschaften) (inom parentes invånarantal 1 januari 2024):

- Bierbaum an der Safen (221)
- Bad Blumau (517)
- Jobst (108)
- Kleinsteinbach (290)
- Lindegg (266)
- Loimeth (92)
- Schwarzmannshofen (82)
- Speilbrunn (98)